# Contre-la-montre féminin de cyclisme sur route aux Jeux olympiques d'été de 2012
Navigation
Pékin 2008 Rio de Janeiro 2016
Le contre-la-montre féminin, épreuve de cyclisme des Jeux olympiques d'été de 2012, a lieu le 1er août 2012 dans le sud-ouest de Londres sur 29 kilomètres.
La médaille d'or revient à la coureuse Américaine Kristin Armstrong, la médaille d'argent à l'Allemande Judith Arndt et la médaille de bronze à la Russe Olga Zabelinskaïa.

## Récit de la course
Kristin Armstrong mène la course du début à la fin. Linda Villumsen représente la menace la plus concrète aux deux premiers intermédiaire, mais elle coince en fin de course et termine quatrième. Au contraire, Judith Arndt et Olga Zabelinskaïa accélère progressivement et montent sur les deux premières marches du podium.

## Programme
Tous les temps correspondent à l'UTC+1
| Date                   | Horaire | Manche |
| ---------------------- | ------- | ------ |
| Mercredi 1er août 2012 | 12 h 30 | Finale |

## Résultats
La liste des participantes est publiée le 23 juillet.
| Rang | Coureuse           | Pays             | Temps          |
| ---- | ------------------ | ---------------- | -------------- |
| 1    | Kristin Armstrong  | États-Unis       | 37 min 34 s 82 |
| 2    | Judith Arndt       | Allemagne        | 37 min 50 s 29 |
| 3    | Olga Zabelinskaïa  | Russie           | 37 min 57 s 35 |
| 4    | Linda Villumsen    | Nouvelle-Zélande | 37 min 59 s 18 |
| 5    | Clara Hughes       | Canada           | 38 min 28 s 96 |
| 6    | Emma Pooley        | Grande-Bretagne  | 38 min 37 s 70 |
| 7    | Amber Neben        | États-Unis       | 38 min 45 s 17 |
| 8    | Ellen van Dijk     | Pays-Bas         | 38 min 53 s 68 |
| 9    | Trixi Worrack      | Allemagne        | 39 min 20 s 73 |
| 10   | Lizzie Armitstead  | Grande-Bretagne  | 39 min 26 s 24 |
| 11   | Pia Sundstedt      | Finlande         | 40 min 01 s 69 |
| 12   | Tatiana Antoshina  | Russie           | 40 min 12 s 49 |
| 13   | Shara Gillow       | Australie        | 40 min 25 s 03 |
| 14   | Emma Johansson     | Suède            | 40 min 38 s 56 |
| 15   | Audrey Cordon      | France           | 40 min 40 s 51 |
| 16   | Marianne Vos       | Pays-Bas         | 40 min 40 s 79 |
| 17   | Emilia Fahlin      | Suède            | 41 min 15 s 86 |
| 18   | Clemilda Fernandes | Brésil           | 41 min 25 s 39 |
| 19   | Denise Ramsden     | Canada           | 41 min 44 s 81 |
| 20   | Elena Tchalykh     | Azerbaïdjan      | 41 min 47 s 06 |
| 21   | Tatiana Guderzo    | Italie           | 41 min 48 s 94 |
| 22   | Noemi Cantele      | Italie           | 41 min 51 s 18 |
| 23   | Liesbet De Vocht   | Belgique         | 42 min 08 s 28 |
| 24   | Ashleigh Moolman   | Afrique du Sud   | 42 min 23 s 57 |

## Temps intermédiaires

### Premier temps intermédiaire

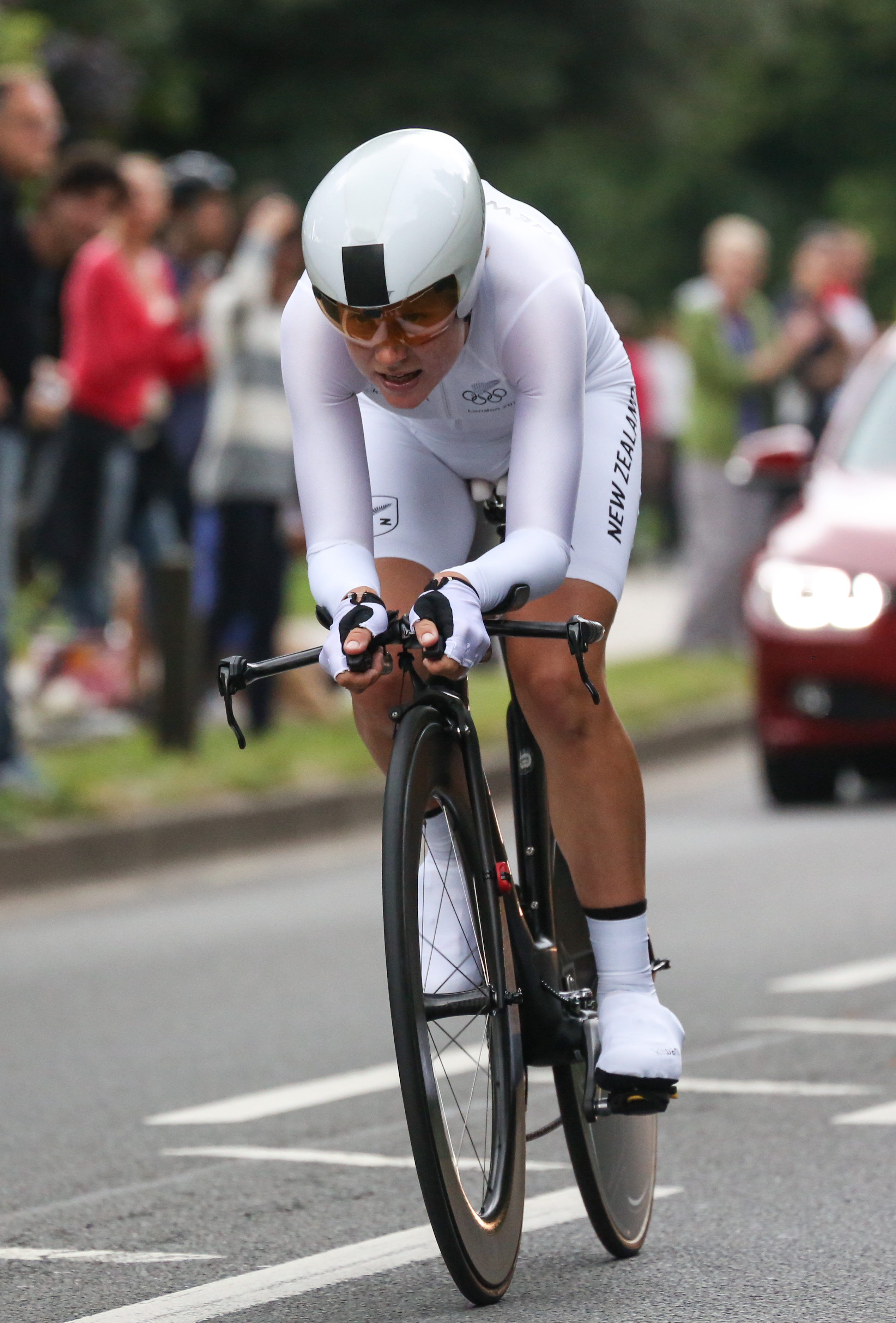
Linda Villumsen effectue un départ très rapide

Le premier temps intermédiaire est pris au bout de 9,1 km. Seules les dix premières sont mentionnées ci-dessous.
| Rang | Coureuse          | Pays             | Temps          |
| ---- | ----------------- | ---------------- | -------------- |
| 1    | Kristin Armstrong | États-Unis       | 13 min 56 s 38 |
| 2    | Linda Villumsen   | Nouvelle-Zélande | +1 s 51        |
| 3    | Clara Hughes      | Canada           | +8 s 89        |
| 4    | Emma Pooley       | Grande-Bretagne  | +9 s 80        |
| 5    | Judith Arndt      | Allemagne        | +10 s 29       |
| 6    | Olga Zabelinskaïa | Russie           | +17 s 34       |
| 7    | Amber Neben       | États-Unis       | +26 s 31       |
| 8    | Ellen van Dijk    | Pays-Bas         | +31 s 69       |
| 9    | Lizzie Armitstead | Grande-Bretagne  | +37 s 56       |
| 10   | Trixi Worrack     | Allemagne        | +42 s 39       |

### Deuxième temps intermédiaire

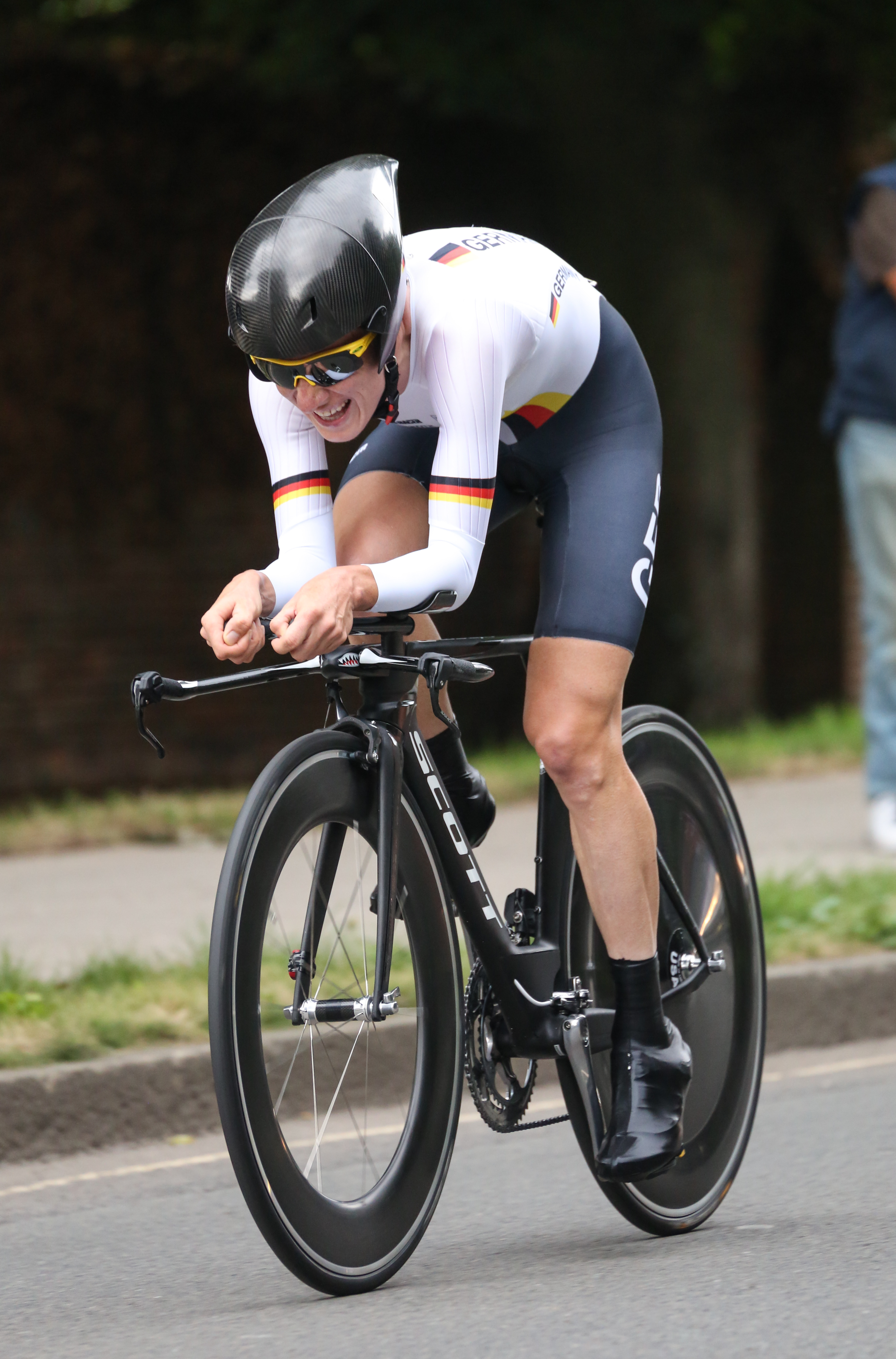
Judith Arndt, après un départ lent, accélère progressivement

Le deuxième temps intermédiaire a lieu à 20,4 km.
| Rang | Coureuse          | Pays             | Temps          |
| ---- | ----------------- | ---------------- | -------------- |
| 1    | Kristin Armstrong | États-Unis       | 27 min 13 s 96 |
| 2    | Linda Villumsen   | Nouvelle-Zélande | +4 s 89        |
| 3    | Judith Arndt      | Allemagne        | +7 s 42        |
| 4    | Olga Zabelinskaïa | Russie           | +12 s 56       |
| 5    | Clara Hughes      | Canada           | +29 s 79       |
| 6    | Emma Pooley       | Grande-Bretagne  | +33 s 49       |
| 7    | Amber Neben       | États-Unis       | +44 s 28       |
| 8    | Ellen van Dijk    | Pays-Bas         | +1 min 02 s 10 |
| 9    | Trixi Worrack     | Allemagne        | +1 min 14 s 98 |
| 10   | Lizzie Armitstead | Grande-Bretagne  | +1 min 16 s 73 |